# ورزشگاه بایئل
ورزشگاه بایئل (به ترکی آذربایجانی: Bayıl stadionu) یک ورزشگاه فوتبال در شهر بایئل، باکو کشور جمهوری آذربایجان و متعلق به فدراسیون فوتبال جمهوری آذربایجان با گنجایش ۵٬۰۰۰ نفری تأسیس شده‌است. در حال حاضر بازی‌های خانگی تیم فوتبال باشگاه فوتبال روان باکو در این ورزشگاه برگزار می‌شود.
ورزشگاه بایئل در مسابقات جام جهانی دختران زیر ۱۷ سال یکی از ورزشگاه‌های میزبان از جانب جمهوری آذربایجان معرفی شده‌بود.